# Paul Tran
Paul Tran es una persona poeta estadounidense.

## Primeros años y educación
Los padres de Tran son refugiados vietnamitas.
Tiene una licenciatura de la Universidad de Brown y una maestría en Bellas Artes de la Universidad de Washington.

## Carrera
Tran sobrevivió al abuso infantil por parte de su familia y a la violación cuando estaba en la universidad. Su primera colección de poemas, All the Flowers Kneeling (2022), explora su vivencia como superviviente y se basa en su experiencia con la violencia sexual y la experiencia de las mujeres en la familia durante las guerras en Vietnam.
All the Flowers Kneeling fue ganador del Editors' Choice del New York Times Book Review en 2022 y finalista del premio PEN Open Book Award en 2023. En 2018, Tran ganó el premio de poesía Discovery/Boston Review.
También en 2018, Tran recibió la beca de poesía Ruth Lilly y Dorothy Sargent Rosenberg de la Poetry Foundation y la beca de poesía Wallace Stegner de la Universidad de Stanford.
Tran es docente visitante de poesía en la Universidad del Pacífico de Oregón y además enseña inglés y estudios asiático-americanos en la Universidad de Wisconsin-Madison.
Tran trabaja en la edición de poesía en la revista Offing.